# 荒木集成館
荒木集成館（あらきしゅうせいかん）は、愛知県名古屋市天白区中平五丁目にある博物館。

## 概要
1952年（昭和27年）に中学校教員（理科）であった荒木実が考古学の研究をはじめ、1970年（昭和45年）10月31日に個人で収集した考古を中心としたコレクションを展示する施設として名古屋市千種区大島町にミニ博物館を開館。その後1978年（昭和53年）12月14日に現在地に移転した。
常設展示では東山古窯址群からの出土品などを主に展示しており、特別展では4カ月ごとにジャンルを問わない様々な展示会が開催されている。
現在は公益財団法人となっている。

## 利用案内
- 開館時間 : 10:00 - 17:00[3]
- 休館日 : 月曜日 - 木曜日[3]
- 入場料 : 大人 300円、高大生 180円、小中生 100円[3]

## 交通アクセス
- 名古屋市営地下鉄鶴舞線「原駅」から徒歩で約20分[4]。
- 名古屋市営バス「天白消防署」バス停下車、徒歩で約5分[4]。